# Козлов, Фёдор Михайлович (артист балета)
Фёдор Михайлович Козлов (англ. Theodore Kosloff; 22 января (3 февраля) 1882, Москва — 22 ноября 1956, Голливуд, США) — артист балета, хореограф и педагог русского происхождения; деятель американского театра и кино. Был удостоен собственной звезды на голливудской «Аллее славы».

## Биография
Фёдор Козлов родился 22 января (3 февраля по новому стилю) 1882 года в Москве. В 1900 году окончил московское отделение Императорского театрального училища, после чего был принят в балетную труппу Большого театра. В 1901—1904 годах танцевал в Петербурге, в Мариинском театре, затем был вновь переведён дирекцией Императорских театров в Москву. Танцевал в постановках Александра Горского «Волшебное зеркало» (Принц), «Саламбо» (Мато), «Дон Кихот» (Эспада). Особо отличался исполнением испанских танцев. Служил на московской сцене до 1910 года.
В 1909 году участвовал в первом балетном сезоне антрепризы Сергея Дягилева в Париже.
Начиная с 1910 года гастролировал с собственной балетной труппой в Великобритании и других странах. В начале 1913 года прибыл в Нью-Йорк, где и остался.
В Нью-Йорке выступал с собственной труппой «Императорского русского балета» (Imperial Russian Ballet Company), преподавал, также работал на Бродвее. В 1915—1916 годах поставил в качестве хореографа мюзиклы «Шоу 1915 года», «Мир удовольствия», «Сначала увидеть Америку»; в 1918—1919 годах играл в мюзикле «Пробуждение».
В Нью-Йорке Козлов состоял в отношениях с Винифред Шонесси — своей ученицей, которую он сделал солисткой собственной труппы, дав ей, по моде того времени, русское имя Наташа Рамбова.
Познакомившись благодаря другой своей ученице Агнес де Милль с её дядей, кинорежиссёром Сесилем Демиллем, в 1917 году начал свою кинокарьеру в Голливуде. Дебютировал в фильме Демилля «Женщина, которую забыл Бог», исполнив роль ацтекского вождя Куаутемока.
С 1917 по 1930 годы Фёдор Козлов снялся в трёх десятках картин, где его партнёршами были такие звёзды, как Нита Нальди, Глория Свансон, Биби Даниелс, Анна Нильссон, работал с Аллой Назимовой в Metro Pictures. С концом эры немого кино и появлением звукового кинематографа продолжил работать в Голливуде как хореограф. Его последним фильмом стала кинокомедия Дверь на сцену (1937), где он сыграл учителя танцев.
В качестве педагога Козлов оказал значительное влияние на становление американского балета. Начав преподавать в Нью-Йорке, в 1920-х годах он имел собственные балетные студии в Сан-Франциско, Далласе и Голливуде. Среди его учениц — хореограф Агнес де Милль, актриса Мэрилин Ноулден, балерины Нана Голнер и Аня Линден, а также актриса и дизайнер Наташа Рамбова.
Умер 22 ноября 1956 года в Голливуде. Похоронен на мемориальном кладбище в Северном Голливуде.

## Признание и награды
За большой вклад в американское киноискусство Фёдор Козлов был удостоен собственной звезды на голливудской «Аллее славы». Его звезда, открытая 8 февраля 1960 года, входит в число первых 1550 звёзд, с которых началась «аллея». Она расположена по адресу 1617 Vine Street.